# Cancer de col uterin
Cancerul de col uterin este un neoplasm malign al colului uterin sau cervixului cum mai este numit. Se poate manifesta prin sângerare vaginală, dar simptomele sunt de multe ori absente până când cancerul e deja într-un stadiu avansat. Tratamentul constă în intervenție chirurgicală (incluzând excizie locală) în stadiile incipiente și chimioterapie împreună cu radioterapie în stadiile avansate ale bolii.
Examenul de screening tip Babeș Papanicolau poate identifica leziunile cu potențial canceros. Tratamentul bazat pe rezultatele acestui test poate preveni apariția cancerului. În țările dezvoltate, folosirea largă a programelor de detectare devreme a cancerelor de col uterin (numit și screening) a redus incidența cancerului invaziv de col uterin cu 50% sau mai mult. În România, conform datelor furnizate de Organizația Mondială a Sănătății, cancerul de col uterin se află pe primul loc ca și prevalență între cancerele la femei, și este a doua cauză de moarte între cancerele la femei.
Infecția cu virusul papiloma uman (Human Papilloma Virus sau HPV) este un factor necesar în apariția cancerului de col uterin, cu foarte mici excepții.  Vaccinul împotriva virusului papiloma uman (Gardasil sau Silgard) și care este eficient împotriva a 4 tulpini virale a fost autorizat in S.U.A. și Uniunea Europeană începând cu 2006. 2 dintre aceste tulpini sunt responsabile la momentul actual pentru aproximativ 70%  din numărul tuturor cancerelor de col uterin. Deoarece vaccinul protejează numai împotriva unor anumite tulpini virale cu risc crescut, se recomandă în momentul de față ca femeile vaccinate să urmeze în continuare recomandările de efectuare a testelor de tip Papanicolau.

## Cauze
Infecția cu unele tipuri de virusuri HPV reprezintă cel mai mare factor de risc pentru cancerul cervical. urmate de fumat. Infecția HIV reprezintă și ea un factor de risc. Nu sunt cunoscute toate cauzele acestui cancer dar se cunosc factori care contribuie la dezvoltarea lui. Cauzele cele mai cunoscute:
- Fumatul
- Infecția cu Human Papillomavirus
- Contraceptive orale
- Nașteri numeroase.

## Epidemiologie
Potrivit Istitutului Național de Cancer din SUA, cercetări recente au arătat că în orice moment în lume, 42,5% dintre femei prezintă infecții cu HPV, iar mai mult de jumătate dintre persoanele active sexual au fost infectate cu HPV cel puțin o dată în viață.
Zilnic, opt românce sunt diagnosticate cu cancer de col uterin, iar alte șase mor din cauza lui.